# فرنسيس كييتا
فرنسيس كييتا (بالإنجليزية: Francis Keita)‏ هو عداء سريع سيراليوني، ولد في 23 يوليو 1970.

## وصلات خارجية
- فرنسيس كييتا على موقع الاتحاد الدولي لألعاب القوى (الإنجليزية)
- فرنسيس كييتا على موقع أوليمبيديا (الإنجليزية)
- فرنسيس كييتا على موقع اتحاد ألعاب الكومنولث (مؤرشف) (الإنجليزية)